# Herbert Wiegand
Herbert Wiegand (23 de mayo de 1949) es un deportista de Alemania Oriental que compitió en biatlón. Ganó una medalla de bronce en el Campeonato Mundial de Biatlón de 1973, en la prueba por relevos.

## Palmarés internacional
| Campeonato Mundial | Campeonato Mundial           | Campeonato Mundial | Campeonato Mundial |
| Año                | Lugar                        | Medalla            | Prueba             |
| ------------------ | ---------------------------- | ------------------ | ------------------ |
| 1973               | Lake Placid (Estados Unidos) | Medalla de bronce  | Relevos            |